# Midara na Ao-chan wa benkyō ga dekinai
Midara na Ao-chan wa benkyō ga dekinai (淫らな青ちゃんは勉強ができない? lett. "L'indecente Ao-chan non può studiare") è un manga scritto e disegnato da Ren Kawahara. La serie è stata serializzata dal 17 ottobre 2015 al 17 dicembre 2018 sulla rivista Shōnen Magazine Edge edita da Kōdansha e raccolta in 8 volumi tankōbon. Un manga sequel è stato serializzato dal 17 gennaio 2019 al 17 aprile 2020 e un adattamento anime prodotto da Silver Link è stato trasmesso dal 6 aprile al 22 giugno 2019.

## Trama
La serie si apre con un flashback della protagonista Ao Horie che ricorda di un giorno delle scuole elementari dove aveva letto davanti a tutti i presenti (compagni, genitori e maestra) un breve tema in cui spiegava che suo padre Hanasaki Horie, un autore di romanzi erotici, le aveva dato questo nome basandosi sul titolo di uno dei suoi libri (infatti il nome della protagonista deriva dalla parola "aokan" (青姦? lett. "sesso in pubblico"). Nel presente, Ao mira a frequentare un'università di prestigio per allontanarsi fisicamente dal padre, ma fa presto la conoscenza di Takumi Kijima, un suo compagno di classe del primo anno di liceo. Per quanto cerchi di evitare il ragazzo, Ao finisce sempre per essere coinvolta in varie situazioni con quest'ultimo e fantastica costantemente che siano una coppia; inoltre tutto ciò le fa credere che suo padre abbia influenzato il suo modo di pensare.

## Personaggi

Ao e Kijima nell'anime

Ao Horie (堀江 青?, Horie Ao)
Doppiata da: Azumi Waki
Ao è una studentessa al primo anno di liceo che cerca di non frequentare nessuno dei suoi compagni di classe, in particolar modo i ragazzi, poiché teme che possano conoscere il padre, il quale è uno scrittore di romanzi erotici, e ciò la imbarazza. Ha un carattere serio e si impegna molto nello studio. È una delle migliori studentesse in circolazione e un giorno aspira a vivere da qualche parte lontano dal padre. Il suo nome deriva dalla parola "aokan" (青姦? lett. "sesso in pubblico"), cosa che la fa vergognare dato che ha imparato l'effettivo significato un giorno delle scuole elementari. In tale occasione lesse un tema riguardante l'origine del suo nome davanti a tutti i presenti (compagni, genitori e maestra), e da allora è diventata pessimista nei confronti della vita in quanto è stata evitata dai suoi compagni di classe ed è arrivata a odiare il padre. Sebbene abbia una vasta conoscenza riguardo al mondo della sessualità per via dell'influenza del padre, ha una visione negativa riguardante questo aspetto e i ragazzi in generale, credendo che siano tutti pervertiti, allupati e donnaioli e non ha mai avuto esperienze romantiche. A scuola non va d'accordo con nessuno, ragazze comprese, ma tiene un atteggiamento educato e composto, ma quando si arrabbia sa come farsi rispettare dal prossimo diventando irascibile. Sin da quando andava alle elementari, ha un forte desiderio di andarsene di casa ed entrare in una prestigiosa università nazionale collocata il più lontano possibile dal padre, con l'intento di diventare indipendente e mantenere ottimi voti nelle singole discipline. Tuttavia quando un ragazzo di nome Takumi Kijima le confessa i suoi sentimenti, inizia a fantasticare cose sconce e il suo rendimento scolastico peggiora, portandola ad avere diversi problemi nello studio. Dopo aver scoperto che il ragazzo è vergine, Ao inizia a prendere una maggiore confidenza nel loro rapporto, e puntano insieme ad iscriversi in un'università prestigiosa. Durante le vacanze estive del secondo anno di liceo, sotto consiglio di un suo insegnante, ha deciso di andare a studiare all'estero per ottenere una raccomandazione per l'università, ma prima di lasciare il Giappone, lei e Kijima diventano una coppia ufficiale nell'atrio dell'aeroporto di Narita. Il giorno prima degli esami per entrare all'università, Ao si confessa al ragazzo raccontandogli anche dell'origine del suo nome, e lui la accetta senza problemi, anche se aveva già intuito quale fosse il mestiere intrapreso da suo padre Hanasaki dopo essere stato a casa sua diverse volte. Dato che sua madre non vive con lei, Ao si occupa di svolgere tutte le faccende domestiche, come cucinare, e solitamente in casa indossa un kimono oppure quando svolge lavori casalinghi un kappōgi. Nella seconda serie manga, otona-hen, inizia a frequentare un'università nazionale a Fukuoka e vive insieme a Kijima in un appartamento di proprietà di sua madre, Shiomi. Nonostante sia un'universitaria, continua a fare pensieri sconci riguardo a Kijima e tende a odiare gli altri ragazzi.
Takumi Kijima (木嶋 拓海?, Kijima Takumi)
Doppiato da: Junta Terashima
Un compagno di classe di Ao; è un ragazzo dai capelli rossi, popolare anche tra i maschi e ha molti amici. È iscritto nel club di calcio della scuola, dove viene spesso visto svolgere degli allenamenti assieme al resto della squadra. Vive in un appartamento insieme alla sorella maggiore Mizuki, che lavora come estetista, mentre i loro genitori sono assenti da casa in quanto il padre è stato trasferito altrove e la madre ha deciso di seguire il marito. Incontra per la prima volta Ao durante il giorno della cerimonia d'ingresso, dove alla ragazza erano cadute le lenti a contatto. Vedendo che aveva i capelli in disordine, la ragazza decise di sistemarlo con alcuni prodotti dedicati che si era portata con sé e un po' di trucco, e da allora Kijima l'ha prese in simpatia. Si sforza di arrivare ad avere una relazione sentimentale con Ao, che secondo lui è una tsundere, ma gli piace lo stesso. Nonostante il suo aspetto appariscente, ha una personalità pura e seria, inoltre è vergine e ha poca esperienza con le donne. Anche quando si trova bene con la ragazza, spesso non prende l'iniziativa poiché vuole rispettare il suo corpo, e in due differenti occasioni ha provato a fare l'amore con lei in camera sua e in biblioteca, ma in entrambi i casi sono stati interrotti dall'arrivo di qualcuno. Nella seconda serie manga, otona-hen, per non stare lontano da Ao che deve andare all'università, decide di frequentare segretamente una scuola professionale a Fukuoka e sostiene l'esame regionale a Tokyo. Durante questo periodo si mette in accordi con Hanasaki per vivere nello stesso appartamento assieme alla figlia, mentre il padre è andato ad abitare nella stanza accanto. In questa occasione fa la conoscenza di Shiomi, la madre di Ao, con la quale cerca di fare bella figura ma dopo aver bevuto dello shōchū con Hanasaki, si ubriaca e inizia a gridare di voler far sesso con loro figlia. Secondo Shiomi, Kijima assomiglia ad Hanasaki quando era giovane.
Hanasaki Horie (堀江 花咲?, Horie Hanasaki)
Doppiato da: Kenjirō Tsuda
Il padre di Ao, è un famoso scrittore di romanzi erotici, i cui titoli più famosi sono Lamento promiscuo e 100 parole significative a letto. Gli piace intervenire nella vita sociale di Ao, sebbene quest'ultima non sia d'accordo. È un intellettuale laureato alla facoltà di lettere all'università T, ritenuta da tutti come estremamente difficile. Hanasaki Horie non è il suo vero nome, ma bensì uno pseudonimo quando scrive romanzi, inoltre lavora anche in altri settori, come ad esempio nella produzione di bevande energetiche e in locande. Si occupa talvolta della sceneggiatura di anime televisivi, libri di inglese per adulti e guide d'amore dove utilizza il nome d'arte di "Floral Holy" (フローラル・ホリ?, Furōraru Hori). Inoltre, data la sua notorietà nel settore legato all'erotismo, viene soprannominato dagli amici e colleghi Kairaku sensei (快楽先生? lett. "Maestro del piacere"), mentre casa sua viene chiamata Ero goten (エロ御殿? lett. "Palazzo erotico"). Dopo aver conosciuto Kijima, cerca di promuovere la sua relazione con Ao in ogni modo possibile, e quando la figlia deciderà di frequentare una scuola professionale a Fukuoka, offre il suo appoggio. Nella seconda serie manga, otona-hen, si reca a Fukuoka in incognito per vedere come se la cava Ao e cerca di fermare la moglie Shiomi, impegnata invece a contrastare la relazione fra la figlia e Kijima. Quando frequentava le superiori, si è classificato al primo posto nella simulazione d'esame nazionale, dove ha ottenuto degli ottimi voti. Viene sempre rappresentato con lo stile chibi ed è più alto di Shiomi.
Miyabi Takaoka (高岡 雅?, Takaoka Miyabi)
Doppiata da: Juri Kimura
Una liceale che è stata una compagna di classe di Ao alle elementari e che adesso frequenta un istituto diverso da quest'ultima. È una bellissima ragazza che ha vinto il concorso di bellezza al festival scolastico. Fin dalla tenera età è sempre stata molto assertiva, ma ha anche un lato ingenuo. Incontra per la prima volta Kijima in un'occasione in cui questi è stato costretto dai suoi amici a partecipare a un appuntamento di gruppo, e Miyabi ha finito di innamorarsi della sua innocenza quando le ha detto che gli piaceva Ao. In seguito, cerca di scaricare Kijima seguendo come esempio un libro di Floral Holy (Hanasaki), di cui è fan, ma senza successo, trovandosi più volte coinvolta nella relazione tra Ao e Kijima. Inoltre è l'unica amica tra le poche conoscenze di Ao ad avere il suo numero di telefono e i relativi contatti. È la figlia maggiore di una famiglia composta da quattro fratelli minori e una sorella. È un'aspirante scrittrice e chiede segretamente a Soichiro di supervisionare i suoi eventuali manoscritti. Nella seconda serie manga, otona-hen, si scopre che Miyabi non si è ancora arresa nel cercare di conquistare Kijima e proverà a farlo separare da Ao, seppure invano.
Soichiro Yabe (矢部 総一郎?, Yabe Sōuichirō)
Doppiato da: Takashi Kondō
Soichiro è il redattore dei romanzi di Hanasaki che conosce da quando frequentava il liceo. È un uomo serio, autoritario e ligio al dovere che cerca di sostenere come meglio può Hanasaki. Dato che spesso rimane a casa sua per attendere che completi un eventuale manoscritto, a volte si offre di aiutare Ao nello studio. Inizialmente Kijima si mostra diffidente nei suoi confronti, credendo erroneamente che Soichiro abbia una relazione con Ao, dubbio che riesce a dissipare dopo aver scoperto che Hanasaki è uno scrittore.
Masaki Uehara (上原 将生?, Uehara Masaki)
Doppiato da: Yusuke Shirai
Un amico di Kijima, che a differenza sua è risoluto nei rapporti con le ragazze e ha una personalità allegra. In alcune occasioni cerca di provarci con Miyabi, che però è interessata a Kijima, inoltre è bravo in inglese. Nella seconda serie manga, otona-hen, lui e Yonezuka incontrano Ao e Kijima durante le vacanze estive del primo anno di università.
Shuhei Yonezuka (米塚 周平?, Yonezuka Shūhei)
Doppiato da: Toshinari Fukamachi
Un altro amico di Kijima, caratterizzato da una personalità seria ed è fidanzato con una ragazza. Nella seconda serie manga, otona-hen, si scopre che è stato scaricato dalla ragazza con cui era fidanzato sin dal primo anno di liceo e perciò cerca di essere elegante per fare colpo su eventuali altre compagne. Successivamente lui e Uehara incontrano Ao e Kijima durante le vacanze estive del primo anno di università.
Midori Kaneko (金子 碧?, Kaneko Midori)
Una studentessa che Ao e Kijima incontrano mentre visitano il festival culturale della scuola di Miyabi. È un genio della matematica, a tal punto da essere considerata una delle migliori studentesse in questa disciplina in tutto il Giappone. Ha una personalità allegra ed è molto formosa. Inizialmente sembra essere interessata a Kijima, ma si scoprirà che in realtà le piace Ao.
Mizuki Kijima (木嶋 美月?, Kijima Mizuki)
La sorella maggiore di Takumi Kijima. Dato che lavora come estetista, conosce molti modi per truccare le altre persone e ad Halloween affitta un club con cui organizza delle feste in maschera. Si prende cura del fratello minore, a cui di tanto in tanto fornisce dei consigli. Inoltre gli regala degli articoli per capelli e trucchi che usa per fare bella figura a scuola, il che gli permette di avere un argomento di discussione in più con Ao.
Shiomi Horie (堀江 志緒美?, Horie Shiomi)
Appare esclusivamente nella seconda serie manga, otona-hen. Il suo nome da nubile è Mizuho (瑞穂?). Donna formosa, proprio come la figlia, è la padrona di casa dell'appartamento in cui vanno ad abitare Ao e Kijima. Lavora come ricercatrice, ma non è dato sapere di quale campo, e per caso è stata invitata a lavorare come professoressa presso l'università frequentata da Ao. Si dimostra diffidente nei confronti di Kijima, e controlla rigorosamente sua figlia credendo che questa stia prendendo una strada sbagliata, perciò decide di interferire negli appuntamenti fra i due arrivando al punto di fare delle intercettazioni. Quando Ao aveva 2 anni, era spesso lontana da casa in quanto lavorava all'estero e quando la figlia iniziò a frequentare le superiori non tornò più indietro. Sebbene lei e Hanasaki vivano separati, i due sono in buoni rapporti e si sostengono a vicenda per il bene della figlia quando questa inizia a vivere a Fukuoka. Nonostante ciò, prova del disgusto nei confronti del marito in quanto quest'ultimo ha deciso di prendere come base i ricordi della loro relazione prima del matrimonio come storia per un suo romanzo. Fin dalla tenera età, ha sempre detto ad Ao che gli uomini erano delle bestie interessate unicamente al sesso, il che ha portato la figlia a pensarla allo stesso modo. Dopo essere stata lontana da casa per molto tempo, ha deciso di prendersi una pausa dal lavoro all'estero e tornare in Giappone per vedere la figlia. Successivamente compra un appartamento a Fukuoka per Ao e ne diventa proprietaria. Viene inoltre raccontato che Shiomi ha conosciuto Hanasaki quando andavano alle superiori, e che lui era il primo della sua classe e aveva ottimi voti, ma da quando Shiomi ha confessato i suoi sentimenti, il suo rendimento scolastico ha iniziato ad abbassarsi. In questo periodo, i due hanno fatto molte cose insieme, che Hanasaki non dice mai direttamente e che spesso utilizza come base per i suoi romanzi.
Yui Tabata (田畑 結衣?, Tabata Yui)
Appare esclusivamente nella seconda serie manga, otona-hen. Compagna d'università di Ao, si distingue per la sua bellezza e femminilità. Conosce Ao subito dopo la cerimonia d'ingresso, dove questa era finita nei guai a causa di Shiomi. È schietta, tanto che a una festa in cui Ao è stata invitata ad accogliere i nuovi arrivati nel circolo, ha sfidato apertamente alcuni senpai maschi di altre università discutendo e litigando con quest'ultimi. Non ha molta fortuna nelle relazioni con i ragazzi e spesso si lamenta con Ao del fatto che quelli che le si avvicinano la disgustano in un modo o nell'altro.

## Media

### Manga
Il manga, scritto e disegnato da Ren Kawahara, è stato serializzato dal 17 ottobre 2015 al 17 dicembre 2018 sulla rivista Shōnen Magazine Edge edita da Kōdansha. I capitoli sono stati raccolti in 8 volumi tankōbon pubblicati dal 17 giugno 2016 al 17 gennaio 2019. Kodansha USA ha concesso in licenza il manga in Nord America, dove è stato distribuito in versione digitale dal 25 settembre 2018 al 25 giugno 2019.
Un manga sequel ad opera dello stesso autore e dal titolo Ao-chan wa benkyō ga dekinai: otona-hen (淫らな青ちゃんは勉強ができない オトナ編? lett. "L'indecente Ao-chan non può studiare: versione per adulti") è stato serializzato dal 17 gennaio 2019 al 17 aprile 2020 sempre su Shōnen Magazine Edge. I capitoli sono stati raccolti in 3 volumi tankōbon pubblicati dal 17 maggio 2019 al 13 maggio 2020.

#### Volumi
| Ao-chan wa benkyō ga dekinai (8 volumi)            | |                        |
| 1                                                  | 17 giugno 2016 | ISBN 978-4-06-391015-5 |
| 1                                                  | Capitoli (traduzioni letterali dei titoli) - Lesson1. Uomini (男なんて?, Otoko nante) - Lesson2. L'arma di un uomo (男の武器?, Otoko no buki) - Lesson3. Dopo gli allenamenti (調教の先?, Chōkyō no saki) - Lesson4. Chi sarebbe spazzatura? (クズは誰か?, Kuzu wa dare ka) - Lesson5. Donne ad alto mantenimento (面倒くさい女?, Mendō-kusai onna) |                        |
| 2                                                  | 17 novembre 2016 | ISBN 978-4-06-391039-1 |
| 2                                                  | Capitoli (traduzioni letterali dei titoli) - Lesson6. Segreto (秘密?, Himitsu) - Lesson7. Inesperienza (未経験?, Mi keiken) - Lesson8. La sua stanza (彼の部屋?, Kare no heya) - Lesson9. Festa (宴?, Utage) - Lesson10. Campo estivo misto (男女合宿?, Danjo gasshuku) |                        |
| 3                                                  | 3 marzo 2017 | ISBN 978-4-06-391062-9 |
| 3                                                  | Capitoli (traduzioni letterali dei titoli) - Lesson11. Una notte da soli insieme (ふたりきりの夜?, Futari kiri no yoru) - Lesson12. Aspettative (期待?, Kitai) - Lesson13. Corpo caldo (熱いカラダ?, Atsui karada) - Lesson14. Dove si trova il desiderio (欲望の行方?, Yokubō no yukue) - Lesson15. Quando penso a te (君を想えば?, Kimi o omoe ba) |                        |
| 4                                                  | 14 luglio 2017 | ISBN 978-4-06-391073-5 |
| 4                                                  | Capitoli (traduzioni letterali dei titoli) - Lesson16. Collegamento (重なるカラダ?, Kasanaru karada) - Capitolo speciale 1: Associazione maschile (特別編 1 男子会?, Tokubetsu-hen 1 danshi kai) - Lesson17. Lezioni private (プライベートレッスン?, Puraibeito Ressun) - Lesson18. Tra alti e bassi (いつもそばに?, Itsu mo soba ni) - Lesson19. Più che comodo (気持ちいい以上?, Kimochi iī ijō) - Capitolo speciale 2: Ho cercato di essere un uomo (特別編 2 男になってみた?, Tokubetsu-hen 2 otoko ni natte mita) |                        |
| 5                                                  | 16 novembre 2017 | ISBN 978-4-06-510462-0 |
| 5                                                  | Capitoli (traduzioni letterali dei titoli) - Lesson20. Dopo il bacio (キスの後?, Kisu no ato) - Lesson21. La regina Miyabi e il festival culturale scolastico (女王雅の文化祭?, Joō Miyabi no bunkasai) - Lesson22. Rival (ライバル?, Raibaru) - Lesson23. La confessione di Kaneko (金子さんの告白?, Kaneko-san no kokuhaku) - Capitolo speciale 1: Viaggio d'affari pomeridiano (特別編 1 アフタヌーン出張版?, Tokubetsu-hen 1 Afutanūn shutchō ban) - Capitolo speciale 2: Spogliarsi (特別編 2 脱衣?, Tokubetsu-hen 2 datsui) |                        |
| 6                                                  | 17 aprile 2018 | ISBN 978-4-06-511476-6 |
| 6                                                  | Capitoli (traduzioni letterali dei titoli) - Lesson24. Il camerino pericoloso (危険な試着室?, Kiken na shichaku-shitsu) - Lesson25. Trick or Treat (トリック オア トリート?, Torikku oa Torīto) - Lesson26. Quella volta che mi sono reincarnata in una coniglietta (異世界に転生したらどうぶつだった?, Isekai ni tensei shitara dōbutsu datta) - Lesson27. Appuntamento a nudo (裸のお付き合い?, Hadaka no otsukiai) - Capitolo speciale: La trasgressione di Miyabi (特別編 策士雅やぶれる?, Tokubetsu-hen sakushi Miyabi yabureru) - Speciale Palcy: L'inizio della divertente vita da liceale di Uehara (Palcy特別編 上原の楽しい高校生活のはじまり?, Palcy tokubetsu-hen Uehara no Tanoshii kōkō Seikatsu no Hajimari) |                        |
| 7                                                  | 14 settembre 2018 | ISBN 978-4-06-512895-4 |
| 7                                                  | Capitoli (traduzioni letterali dei titoli) - Lesson28. Una notte insonne (眠れない一夜?, Nemure nai ichiya) - Lesson29. Tutta sola (ひとりぼっち?, Hitori bocchi) - Lesson30. Solo questa volta (一度、大人の関係?, Ichido, otona no kankei) - Lesson31. Un'estate di addii (さよならの夏?, Sayonara no natsu) |                        |
| 8                                                  | 17 gennaio 2019 | ISBN 978-4-06-514351-3 |
| 8                                                  | Capitoli (traduzioni letterali dei titoli) - Lesson32. La pausa estiva di Takumi Kijima (木嶋拓海の夏休み?, Kijima Takumi no natsu yasumi) - Lesson33. Riunione (再会?, Saikai) - Lesson34. Ao mette su peso (青、肥ゆる。?, Ao, koyuru.) - Lesson35. Insieme in biblioteca (図書室のふれあい?, Tosho-shitsu no fureai) - Last Lesson. Ao Horie (堀江 青?, Horie Ao) |                        |
| Ao-chan wa benkyō ga dekinai: otona-hen (3 volumi) | |                        |
| 1                                                  | 17 maggio 2019 | ISBN 978-4-06-515755-8 |
| 1                                                  | Capitoli (traduzioni letterali dei titoli) - Lesson1. Sotto lo stesso tetto (ひとつ屋根の下?, Hitotsu yane no shita) - Lesson2. I miei sentimenti (私の気持ち?, Watashi no kimochi) - Lesson3. Voglio andare avanti! (進みたいのに!?, Susumitai no ni!) - Lesson4. Vita universitaria da sogno (夢のキャンパスライフ?, Yume no Kyanpasu Raifu) - Lesson5. Appuntamento decente (まともなデート?, Matomona Dēto) - Appena abbozzato: Dopo la bevuta alla festa (描き下ろし 飲み会後?, Kaki oroshi nomikai-go) |                        |
| 2                                                  | 17 ottobre 2019 | ISBN 978-4-06-517404-3 |
| 2                                                  | Capitoli (traduzioni letterali dei titoli) - Lesson6. L'incedente "Mizuho"-chan non può studiare (淫らな“瑞穂”ちゃんは勉強ができない?, Midarana “Mizuho”-chan wa benkyō ga dekinai) - Lesson7. Le vere intenzioni di Takumi (拓海の本音?, Takumi no hon'ne) - Lesson8. Perché no? (してない理由?, Shitenai riyū) - Lesson9. Spaventoso (こわい?, Kowai) - Lesson10. L'importante è... (大事なのは…?, Daijina no wa...) |                        |
| 3                                                  | 13 maggio 2020 | ISBN 978-4-06-519496-6 |
| 3                                                  | Capitoli (traduzioni letterali dei titoli) - Lesson11. La prima esperienza (初体験?, Hatsu taiken) - Lesson12. Per Natale (クリスマスに向けて?, Kurisumasu ni mukete) - Lesson13. Forse sei iperprotettivo (過保護かも?, Kahogo kamo) - Lesson14. La vigilia di Capodanno (大晦日?, Ōmisoka) - Lesson15. Felicità (幸せ?, Shiawase) - Last Lesson. Non può studiare (勉強ができない?, Benkyō ga dekinai) |                        |

### Anime
Un adattamento anime è stato annunciato il 4 dicembre 2018. La serie è animata dallo studio Silver Link e diretta da Keisuke Inoue, con Michiko Yokote che si è occupata della sceneggiatura e Miwa Oshima del character design. La serie è stata trasmessa dal 6 aprile al 22 giugno 2019 nel contenitore Animeism in onda su MBS, TBS e BS-TBS. Le sigle sono rispettivamente Wonderful Wonder di Edoga Sullivan (apertura) e Koi wa Miracle (恋はミラクル?, Koi wa Mirakuru) delle Spica Spica (chiusura).
I diritti di distribuzione internazionale al di fuori dell'Asia sono stati acquistati da Sentai Filmworks, che ha pubblicato la serie in vari Paesi del mondo in versione sottotitolata e ha prodotto un doppiaggio inglese. Nel sud-est asiatico e nell'Asia meridionale, Muse Communication ha trasmesso la serie in streaming sul suo canale YouTube Muse Asia.

#### Episodi
| Nº | Titolo italiano (traduzione letterale) Giapponese 「Kanji」 - Rōmaji | In onda        | In onda |
| Nº | Titolo italiano (traduzione letterale) Giapponese 「Kanji」 - Rōmaji | Giapponese     |         |
| 1  | Ao non riesce a godersi la gioventù 「青ちゃんは青春ができない」 - Ao-chan wa seishun ga dekinai | 6 aprile 2019  |         |
| 1  | L'episodio si apre con un flashback, dove Ao Horie presenta alla classe un tema in cui spiega che suo padre le ha dato questo nome ispirandosi al titolo di uno dei suoi libri erotici. La scena si sposta al presente, dove adesso Ao frequenta il liceo e un suo compagno di classe parla con i suoi amici di quanto lei sia brava a scuola. Siccome Ao ritiene che tutti i maschi siano dei pervertiti, sceglie di evitare qualsivoglia relazione con essi, torna a casa e parla con il padre Hanasaki. Il giorno dopo, l'insegnante di educazione fisica chiede ad Ao di portare un'uniforme a Kijima che si trova in infermeria perché si è slogato una caviglia. Dopo che Masaki Uehara ha lasciato l'infermeria, arriva Ao che consegna l'indumento a Kijima cercando di sfruttare l'occasione per dirgli che lo odia, ma Hanasaki riesce a sollevare la maglia della ragazza mostrando il suo reggiseno. Alla fine, Kijima copre Ao con l'uniforme e confessa i suoi sentimenti. |                |         |
| 2  | Ao non riesce a rifiutare facilmente 「青ちゃんは上手に断れない」 - Ao-chan wa jōzu ni kotowarenai | 13 aprile 2019 |         |
| 2  | Il giorno dopo, Ao pensa di continuare ad ignorare i ragazzi e si sente in soggezione dopo aver sentito da Masaki che le dimensioni dell'attributo maschile sono equivalenti a quelle delle mani. L'indomani, Ao indossa un'uniforme diversa per rifiutare Kijima più facilmente, ma siccome Uehara le fa notare che sembra più audace, la ragazza va a cambiarsi e fa colazione con Kijima saltando la lezione. Dopo un altro fraintendimento, Kijima le chiede di diventare la sua fidanzata e lei afferma che ci penserà. Hanasaki cerca di dare qualche consiglio alla figlia, ma siccome le mostra i suoi libri sui feticismi, lei decide di non ascoltarlo. Il mattino seguente, Ao scambia involontariamente uno dei manuali del padre con il libro di inglese di Kijima, e dopo essersene accorta, chiede al ragazzo di studiare insieme, riesce a riprendersi il manuale e corre via imbarazzata. |                |         |
| 3  | Ao non riesce a proteggere la parte inferiore del suo corpo 「青ちゃんは下半身が守れない」 - Ao-chan wa kahanshin ga mamorenai | 20 aprile 2019 |         |
| 3  | Durante una gita scolastica in montagna, Ao continua a tenere le distanze da Kijima ma ciò finisce per incuriosire tre compagne di classe che la invitano a una festa, che la ragazza fraintende come qualcosa di sconcio. Così cerca di dissuadere Kijima ad andare alla festa e si reca nella camera dei ragazzi per avvisarlo, ma questi si presentano poco dopo ed è costretta a nascondersi in un armadio per non farsi scoprire. Mentre Uehara e Yonezuka se ne vanno, Kijima scopre Ao e le consente di andarsene prima che tornino gli altri, ma la ragazza gli cade addosso e vengono sorpresi dagli amici che fraintendono la situazione. Più tardi, tutti quanti svolgono una prova di coraggio con destinazione un santuario e Ao e Kijima finiscono in coppia. Sulla via del ritorno, Kijima nota che la gonna di Ao si è rimboccata a metà mostrando le sue mutande, perciò cerca di avvisarla in più modi in maniera indiretta ma alla fine la copre legando la propria maglia alla vita. |                |         |
| 4  | Non voglio perdere contro Miyabi 「雅ちゃんは負けたくない」 - Miyabi-chan wa maketakunai | 27 aprile 2019 |         |
| 4  | Dopo essersi risvegliata da un incubo legato al suo nome, Ao riceva da Hanasaki una lettera contenente una foto ritraente Kijima che dorme con una ragazza. Giunta a scuola, Ao cerca di fare chiarezza con Kijima, il quale è impegnato in una partita di allenamento di calcio. Dopo aver chiarito con tre compagne spettatrici che loro due non escono ancora insieme, un senpai di Kijima afferma che quest'ultimo è andato ad un appuntamento di gruppo e ciò fa arrabbiare Ao che se ne va. Recatasi in un bar per dimenticare Kijima, Ao incontra Miyabi Takaoka, la ragazza della foto nonché sua compagna quando era bambina, che conferma di essersi innamorata di Kijima. Dopo aver scaricato il ragazzo al telefono, il rapporto fra i due si inclina e finiscono per ignorarsi del tutto. Tempo dopo, Ao in incognito e Hanasaki si recano in un parco e decidono di seguire Miyabi e Kijima in una casa infestata, dove a causa del buio le due coppie si separano e Ao e Kijima parlano un po'. Alla sera, Ao e Hanasaki pedinano Miyabi e Kijima fino all'ingresso di un love hotel. |                |         |
| 5  | Ao non può condurre dei vergini 「青ちゃんは童貞を導けない」 - Ao-chan wa dōtei o michibikenai | 4 maggio 2019  |         |
| 5  | Dopo aver visto Miyabi e Kijima entrare nel love hotel, Ao torna a casa per farsi un bagno caldo e mentre pensa a cosa potrebbero fare i due ragazzi, sviene. Risvegliatasi da un sogno, Ao scopre che Kijima è venuto a farle visita per spiegarle che in realtà lui e Miyabi sono usciti subito dopo dall'hotel in quanto non erano ammessi studenti e che non ha baciato la sua accompagnatrice che è scappata via. Kijima spiega poi ad Ao che lui farà l'amore solo con la persona che gli piace e rivela di essere vergine, dopodiché se ne va imbarazzato. Il giorno dopo a scuola, Kijima cerca di evitare Ao, ma Uehara chiede alla ragazza di dare una mano all'amico in inglese e lei accetta. I due si recano a studiare in un bar e Ao scopre che Kijima sta leggendo uno dei romanzi di suo padre, che però gli sequestra in quanto lo ritiene ancora troppo inesperto in materia. Mentre tornano a casa, i due parlano dell'università e Ao afferma di essere anche lei vergine, poi fugge via per l'imbarazzo. Alla fine, Ao cerca di farsi consolare da Miyabi, proprio come quando erano bambine. |                |         |
| 6  | Kijima non può più aspettare 「木嶋くんはもう待てない」 - Kijima-kun wa mō matenai | 11 maggio 2019 |         |
| 6  | Hanasaki perde ispirazione per scrivere nuovi romanzi e Soichiro Yabe, il suo redattore, chiede ad Ao di andare al festival della carne, dove sono presenti molte ragazze formose, con lo scopo di raccogliere informazioni utili per Hanasaki. Dopo un po' i due si separano e Ao incontra Miyabi e Kijima che stanno lavorando part-time, dopodiché torna Soichiro che si presenta come un giovane collega universitario del padre di Ao. Notando che Soichiro sembra essere troppo intimo come amico di famiglia, Kijima si ingelosisce e Miyabi lo riporta al lavoro. Il giro per il festival prosegue e Ao e Soichiro si separano nuovamente e la ragazza incontra Kijima che le chiede delle informazioni riguardo al suo accompagnatore, dopodiché i due se ne vanno lasciando Soichiro al festival. I due giungono così in un parco, dove Kijima conferma di voler far innamorare Ao di lui. |                |         |
| 7  | Ao non ha problemi al mare 「青ちゃんは海でもかまわない」 - Ao-chan wa umi de mo kamawanai | 18 maggio 2019 |         |
| 7  | Dopo aver ottenuto dei voti bassi nella simulazione d'esame per accedere all'università nazionale a causa delle troppe distrazioni in amore, Ao si reca in una località marittima dove è presente un hotel noto per i suoi gruppi di studio. Tuttavia arrivano Kijima, Miyabi e Uehara, che la invitano a divertirsi insieme a loro prima dell'arrivo del gruppo di studio, che giungerà tra 3 ore, e Miyabi insiste particolarmente per evitare che Kijima se ne vada. Dopo essersi procurata un costume da bagno, Ao e Kijima entrano in acqua per rilassarsi un po', mentre Miyabi e Uehara rimangono al chiosco sulla spiaggia. Ad un certo punto Kijima si offre di accompagnare Ao sulla spiaggia e una volta arrivati a destinazione la ragazza inizia a litigare con lui dopo aver frainteso i suoi atteggiamenti credendo che volesse fare l'amore con lei. Alla fine ad Ao cade il reggiseno in quanto il costume è stato sabotato precedentemente da Miyabi per vendicarsi, e per lo shock la ragazza non riesce a partecipare al gruppo di studio. |                |         |
| 8  | Kijima manca di resistenza 「木嶋くんは精力が足りない」 - Kijima-kun wa seiryoku ga tarinai | 25 maggio 2019 |         |
| 8  | Una sera, Ao ripensa ai recenti eventi avvenuti sulla spiaggia e inizia a colpire ripetutamente un palo della luce, mettendo in fuga due ragazzi che cercavano di rimorchiarla. Tornata a casa per studiare, la ragazza riceve un messaggio da Kijima che la avvisa di una partita di allenamento del club di calcio a cui parteciperà tra due giorni, e lei gli risponde che gli preparerà il pranzo, anche se il suo piano è quello di sfruttare l'occasione per mollarlo e tornare a pensare unicamente allo studio. Il giorno dopo, Ao si mette ai fornelli e un'anguilla ancora viva fugge dalla cucina e si attacca ad Hanasaki, il quale dopo aver appreso che non è per lui, si vendica aggiungendo di nascosto un afrodisiaco sull'anguilla. Arriva il giorno designato e si scopre che la squadra di Kijima ha perso, perciò Ao prova a confortarlo offrendogli il pranzo mentre gli altri ragazzi si recano al karaoke. Dopo che Kijima ha mangiato il cibo, inizia a comportarsi in modo strano ma si ferma, dopodiché Ao sceglie di scaricarlo per tornare a dedicarsi allo studio, seppure con gran riluttanza. |                |         |
| 9  | Ao ha bisogno di più che delle semplici fantasie 「青ちゃんは妄想じゃ足りない」 - Ao-chan wa mōsō ja tarinai | 1º giugno 2019 |         |
| 9  | Dopo aver confermato al padre la sua intenzione di pensare esclusivamente allo studio, Ao inizia a sentirsi sotto pressione in quanto Kijima continua ad ignorarla e Uehara nota che il suo amico è di pessimo umore e ha iniziato a tenere le distanze. Tornata a casa, Ao cerca di svolgere alcuni test preparati da Soichiro ma invano, in quanto si distrae pensando a Kijima. Soichiro punisce Ao vestendola da ragazza gatto maid, dopodiché parla con Hanasaki della depressione della figlia che le impedisce di concentrarsi nello studio, e più tardi incontra Kijima venuto a farle visita per sapere quali sono i sentimenti che prova la ragazza per lui. Grazie al consenso di Soichiro, Kijima va da Ao per dirle che non la infastidirà più, ma lei lo ferma e si abbracciano, dopodiché i due salgono sul letto e lui le dà un bacio sulla fronte. Alla fine, Hanasaki raccomanda Kijima di andare fino in fondo alla relazione con sua figlia, poi, prima di andarsene, il ragazzo chiede ad Ao di studiare insieme e lei accetta. |                |         |
| 10 | Papà non può offrire il suo supporto 「お父さんは応援できない」 - Otōsan wa ōen dekinai | 8 giugno 2019  |         |
| 10 | A scuola, la classe di Ao sta scegliendo quali eventi organizzare in vista del festival sportivo e dopo aver sentito che Kijima farà parte della squadra per il tifo, Ao sceglie di partecipare come concorrente. Tornata a casa, Ao decide di mettersi in forma in vista dell'evento e Hanasaki desidera presentarsi per fare il tifo per la figlia, ma quest'ultima non è d'accordo poiché in passato l'aveva messa in imbarazzo in eventi analoghi. I due quindi litigano e si ricattano a vicenda, per poi continuare ad ignorarsi fino al giorno del festival. Arriva la data designata e Hanasaki si presenta poco prima dell'inizio della competizione, facendo capire alla figlia che vuole sostenerla, dopodiché Ao partecipa alla gara dello scatto degli 800 metri. Dopo essersi ricordata di quello che ha fatto suo padre per lei, Ao si impegna nella gara, mentre Kijima e Hanasaki fanno il tifo. Tuttavia all'ultimo giro la ragazza non riesce a tenere il passo e rischia di perdere, così il padre dice una cosa imbarazzante ad alta voce e lei arriva al traguardo per poi vendicarsi e dirgli di non venire mai più a scuola.                                                                                                  |                |         |
| 11 | Ao-chan non può indossare le mutandine setose 「青ちゃんはツルツルパンツがはけない」 - Ao-chan wa tsurutsuru pantsu ga hakenai | 15 giugno 2019 |         |
| 11 | Kijima invita Ao a studiare nel suo appartamento durante il fine settimana e lei dopo un po' accetta. Di notte, Ao acquista con il proprio telefono della biancheria intima, che gli viene recapitata dal postino il giorno dopo, impedendo ad Hanasaki di prenderla o vederla. Tempo dopo, Ao si reca nell'appartamento di Kijima per studiare, ma contro ogni sua previsione non succede nulla di particolare. Successivamente, decide di fare delle domande di matematica contenenti dei doppi sensi al ragazzo, il quale però non capisce il messaggio nascosto nei suoi quesiti e la ringrazia pensando che le stesse dando delle nozioni. Ad un certo punto, Kijima afferma che chi otterrà nel test un punteggio migliore di quello ottenuto l'ultima volta avrà il diritto di impartire un ordine all'altro, e mentre lei fantastica in pensieri sconci, lui afferma che gli piacerebbe mangiare un altro dei suoi bentō. Alla fine, ad Ao viene il mal di pancia in quanto non è abituata a indossare le mutandine a vita bassa e perciò non ha potuto sostenere il test come aveva pianificato. |                |         |
| 12 | Ao non riesce a studiare 「青ちゃんは勉強ができない」 - Ao-chan wa benkyō ga dekinai | 22 giugno 2019 |         |
| 12 | Ao si reca in una gelateria e chiede a Miyabi cosa sia un bacio, e le due finiscono quasi per baciarsi davanti a tutti con loro grande imbarazzo. Uscita dal locale, Ao si convince nuovamente di pensare allo studio mentre Uehara chiede a Kijima come sta andando la loro relazione. L'indomani a scuola, Ao si comporta in modo diverso dal solito, e invita Kijima in un'aula vuota per riferirgli che non si sono ancora baciati. Il ragazzo intende mantenere la promessa di non distrarla dallo studio ma lei lo bacia all'improvviso, dopodiché lui gliene dà un altro. Tornata a casa, la ragazza si mostra distratta e finisce per preparare troppa kisu tempura, cosa che fa insospettire Hanasaki e Soichiro. L'indomani a scuola, Ao sente da due compagne di classe che Kijima è bravo a baciare le ragazze e la cosa la fa insospettire, dopodiché se ne va via imbarazzata credendo che non sia una persona seria. Successivamente Kijima si sfoga con Uehara e Shuhei di quanto accaduto e incontra Ao in una libreria, dove le propone di andare insieme fino alla stazione e lungo il tragitto si baciano nuovamente. Nell'ultima scena, Ao scopre che ha ottenuto dei punteggi bassi nella simulazione d'esame per l'università. |                |         |

## Accoglienza
Nella sua guida all'anteprima degli anime della primavera 2019, lo staff di Anime News Network ha avuto opinioni contrastanti nei confronti dell'anime. James Beckett ha criticato i disegni mediocri, il ritmo goffo e la scarsa qualità delle battute che spesso non facevano ridere. Lynzee Loveridge invece ha trovato unico il fatto che la serie fosse una delle poche commedie romantiche in cui la protagonista femminile ha una ragionevole quantità di consapevolezza nei confronti del sesso e ha giudicato la relazione tra Ao e Kijima piuttosto carina, sostenendo che ci sarebbero state sicuramente delle scene ecchi. Rebecca Silverman ha affermato che gli episodi mettevano in mostra più ciò che era scoraggiante che divertente ai fini della storia, dove il padre di Ao, Hanasaki, rientrava principalmente nella prima categoria per essere uno dei peggiori genitori del mondo anime in quanto i suoi atteggiamenti hanno impedito alla figlia di avere una vita sociale normale. Comunque sia la serie sarebbe migliorata una volta che Ao e Kijima avrebbero iniziato a conoscersi e ha consigliato a chi non sopportava Hanasaki di leggere il manga originale oppure in alternativa provare Momoiro Heaven!, un altro manga in cui è presente una scrittrice di romanzi erotici. Theron Martin lo ha considerato un anime che mischiava scene comiche ad altre romantiche con del fanservice, ma non era niente di particolarmente ispirato. La redazione di AnimeClick.it ha inserito la serie nella lista degli anime consigliati terminati nella primavera 2019.